# 卡考佩拉
卡考佩拉（西班牙語：Cacaopera），是薩爾瓦多的城鎮，位於該國東北部，由莫拉桑省負責管轄，面積135.75平方公里，海拔高度609米，2007年人口10,943，人口密度每平方公里80.61人。
13°46′N 88°05′W / 13.767°N 88.083°W